# 彼得·布莱克 (演员)
彼得·布莱克（英語：Peter Blake，1948年12月8日—）是一位苏格兰演员。
他最有名的角色是在原始版本的英国情景喜剧Dear John中扮演Kirk St Moritz。
2010年8月，他在肥皂剧《东区人》中客串了Ken Tate一角色。